# Дарил Ф. Занук
Дарил Франсис Занук (енгл. Darryl Francis Zanuck; Ваху, Небраска, 5. септембар 1902 — Палм Спрингс, Калифорнија, 22. децембар 1979) је био амерички филмски продуцент, сценариста, редитељ и глумац. Добитник је три Оскара.

## Изабрана филмографија
- Дизраели (1929) - продуцент
- Јадници (1935) - продуцент
- Баскервилски пас (1939) - продуцент
- Млади господин Линколн (1939) - продуцент
- Авантуре Шерлока Холмса (1939) - продуцент
- Плодови гнева (1940) - продуцент
- Како је била зелена моја долина (1941) - продуцент (награђен Оскаром)
- Џентлменски споразум (1947) - продуцент (награђен Оскаром)
- Све о Еви (1950) - продуцент (награђен Оскаром)
- Вива Запата! (1952) - продуцент
- Најдужи дан (1962) - продуцент

### Занукове продукције
- 1970 Tora! Tora! Tora! (извршни продуцент)
- 1964 The Visit
- 1962 The Chapman Report
- 1962 The Longest Day
- 1961 The Big Gamble
- 1961 Sanctuary
- 1960 Crack in the Mirror
- 1958 The Roots of Heaven
- 1958 The Barbarian and the Geisha
- 1957 The Sun Also Rises
- 1957 Island in the Sun
- 1956 The King and I (извршни продуцент)
- 1956 The Man in the Gray Flannel Suit
- 1956 Carousel (извршни продуцент)
- 1954 The Egyptian
- 1952 The Snows of Kilimanjaro
- 1952 With a Song in My Heart
- 1952 Viva Zapata!
- 1951 People Will Talk
- 1951 David and Bathsheba
- 1950 All About Eve
- 1950 No Way Out
- 1949 Twelve O'Clock High
- 1949 Pinky
- 1948 The Snake Pit
- 1947 Captain from Castile
- 1947 Gentleman's Agreement
- 1947 Nightmare Alley
- 1947 Moss Rose
- 1946 The Razor's Edge
- 1946 Dragonwyck
- 1945 Leave Her to Heaven (извршни продуцент)
- 1944 Wilson
- 1944 Buffalo Bill (извршни продуцент)
- 1941 How Green Was My Valley
- 1941 Swamp Water
- 1941 A Yank in the R.A.F.
- 1941 Moon Over Miami
- 1941 Man Hunt (извршни продуцент)
- 1941 Blood and Sand
- 1941 That Night in Rio
- 1941 Tobacco Road
- 1941 Western Union
- 1941 Hudson's Bay
- 1940 Chad Hanna
- 1940 The Mark of Zorro
- 1940 Down Argentine Way
- 1940 Brigham Young
- 1940 The Return of Frank James
- 1940 The Man I Married
- 1940 Lillian Russell
- 1940 Little Old New York
- 1940 The Grapes of Wrath
- 1940 The Blue Bird
- 1939 The Little Princess
- 1939 Swanee River
- 1939 Hollywood Cavalcade
- 1939 Here I Am a Stranger
- 1939 The Rains Came
- 1939 The Adventures of Sherlock Holmes
- 1939 Stanley and Livingstone
- 1939 Second Fiddle
- 1939 Susannah of the Mounties (извршни продуцент)
- 1939 Young Mr. Lincoln
- 1939 Rose of Washington Square
- 1939 The Story of Alexander Graham Bell
- 1939 The Hound of the Baskervilles (извршни продуцент)
- 1939 Wife, Husband and Friend
- 1939 Tail Spin
- 1939 Jesse James
- 1938 Kentucky (извршни продуцент)
- 1938 Submarine Patrol
- 1938 My Lucky Star
- 1938 Gateway
- 1938 I'll Give a Million
- 1938 Little Miss Broadway
- 1938 Just Around the Corner
- 1938 Rebecca of Sunnybrook Farm
- 1938 Always Goodbye
- 1938 Josette (извршни продуцент)
- 1938 Kentucky Moonshine
- 1938 International Settlement
- 1938 Happy Landing
- 1938 In Old Chicago
- 1937 Love and Hisses
- 1937 Lancer Spy
- 1937 Wife, Doctor and Nurse
- 1937 Thin Ice
- 1937 Wake Up and Live
- 1937 Wee Willie Winkie
- 1937 Slave Ship
- 1937 Seventh Heaven
- 1937 Nancy Steele Is Missing! (извршни продуцент)
- 1936 Banjo on My Knee (извршни продуцент)
- 1936 Reunion (извршни продуцент)
- 1936 Pigskin Parade
- 1936 Ramona (извршни продуцент)
- 1936 Sing, Baby, Sing
- 1936 To Mary – with Love
- 1936 Poor Little Rich Girl
- 1936 The Road to Glory
- 1936 Half Angel
- 1936 Under Two Flags
- 1936 The Country Beyond
- 1936 A Message to Garcia
- 1936 It Had to Happen
- 1936 The Prisoner of Shark Island
- 1935 Professional Soldier
- 1935 Show Them No Mercy!
- 1935 The Man Who Broke the Bank at Monte Carlo
- 1935 Thanks a Million
- 1935 Metropolitan
- 1935 The Call of the Wild
- 1935 Cardinal Richelieu
- 1935 Les Misérables
- 1935 Folies Bergère de Paris
- 1934 The Mighty Barnum
- 1934 Bulldog Drummond Strikes Back
- 1934 Born to Be Bad
- 1934 The Last Gentleman
- 1934 Looking for Trouble
- 1934 Moulin Rouge
- 1933 Gallant Lady
- 1933 Advice to the Lovelorn
- 1933 Blood Money
- 1933 The Bowery
- 1933 Ex-Lady
- 1933 The Working Man
- 1933 42nd Street
- 1933 Parachute Jumper
- 1932 20,000 Years in Sing Sing
- 1932 Three on a Match
- 1932 The Cabin in the Cotton
- 1932 Life Begins
- 1932 Doctor X
- 1932 The Dark Horse
- 1932 The Rich Are Always with Us
- 1932 The Man Who Played God
- 1931 The Public Enemy
- 1931 Illicit
- 1931 Little Caesar
- 1930 The Doorway to Hell
- 1930 Three Faces East
- 1929 The Show of Shows
- 1929 On with the Show!
- 1928 Tenderloin
- 1927 The Jazz Singer
- 1927 The First Auto
- 1926 So This Is Paris
- 1925 Lady Windermere's Fan

### Занукови писани радови
- 1968 D-Day Revisited (документарни филм)
- 1960 Crack in the Mirror (као Марк Канфилд)
- 1944 The Purple Heart (прича – као Мервил Кросман)
- 1942 China Girl (прича – као Мервил Кросман)
- 1942 Thunder Birds (оригинална прича – као Мервил Кросман)
- 1942 Ten Gentlemen from West Point
- 1941 A Yank in the R.A.F. (прича – као Мервил Кросман)
- 1940 The Great Profile (прича – без заслуга)
- 1938 Alexander's Ragtime Band (допринесећи писац – без заслуга)
- 1937 This Is My Affair (прича – без заслуга)
- 1935 Thanks a Million (прича – као Мервил Кросман)
- 1935 G Men (прича)
- 1935 Folies Bergère de Paris (допринесећи писац – без заслуга)
- 1933 Lady Killer (прича – без заслуга)
- 1933 Baby Face (прича – као Мервил Кросман)
- 1932 The Dark Horse (прича)
- 1931 Little Caesar (прича – без заслуга)
- 1930 The Life of the Party
- 1930 Maybe It's Love (као Мервил Кросман)
- 1929 Say It with Songs (прича)
- 1929 Madonna of Avenue A (прича)
- 1929 Hardboiled Rose (прича)
- 1928 My Man (прича)
- 1928 Noah's Ark (прича)
- 1928 The Midnight Taxi (прича – као Грегори Роџерс)
- 1928 State Street Sadie (прича – као Мервил Кросман)
- 1928 Pay as You Enter (прича – као Грегори Роџерс)
- 1928 Tenderloin (прича – као Мервил Кросман)
- 1927 Ham and Eggs at the Front (прича)
- 1927 Good Time Charley (прича)
- 1927 Jaws of Steel (Рин Тин Тин прича – као Грегори Роџерс)
- 1927 Slightly Used (прича – као Мервил Кросман)
- 1927 The Desired Woman (прича – као Марк Канфилд)
- 1927 The First Auto (прича)
- 1927 Old San Francisco
- 1927 The Black Diamond Express (прича)
- 1927 Simple Sis (прича – као Мервил Кросман)
- 1927 Irish Hearts (прича – као Мервил Кросман)
- 1927 The Missing Link (као Грегори Роџерс)
- 1927 Tracked by the Police (Рин Тин Тин прича)
- 1927 Wolf's Clothing
- 1926 The Better 'Ole (сценарио)
- 1926 Across the Pacific (адаптација)
- 1926 Footloose Widows
- 1926 The Social Highwayman
- 1926 Oh! What a Nurse! (адаптација)
- 1926 The Little Irish Girl (адаптација)
- 1926 The Caveman (сценарио)
- 1925 Three Weeks in Paris (прича као Грегори Роџерс, сценарио као Дарил Занук)
- 1925 Hogan's Alley
- 1925 Seven Sinners
- 1925 Red Hot Tires
- 1925 The Limited Mail
- 1925 Eve's Lover
- 1925 A Broadway Butterfly
- 1925 On Thin Ice (као Грегори Роџерс)
- 1924 The Lighthouse by the Sea (Рин Тин Тин прича – као Грегори Роџерс)
- 1924 The Millionaire Cowboy (прича)
- 1924 Find Your Man (Rin Tin Tin прича – као Грегори Роџерс)
- 1924 For the Love of Mike (кратки филм)
- 1924 Sherlock's Home (кратки филм)
- 1924 William Tells (кратки филм)
- 1924 King Leary (кратки филм)
- 1924 Money to Burns (кратки филм)
- 1924 When Knighthood Was in Tower (кратки филм)
- 1924 Julius Sees Her (кратки филм)
- 1923 Judy Punch (кратки филм)
- 1923 When Gale and Hurricane Meet (кратки филм)
- 1923 The End of a Perfect Fray (кратки филм)
- 1923 Gall of the Wild (кратки филм)
- 1923 Some Punches and Judy (кратки филм)
- 1923 Two Stones with One Bird (кратки филм)
- 1923 Six Second Smith (кратки филм)
- 1923 The Knight That Failed (кратки филм)
- 1923 The Knight in Gale (кратки филм)
- 1923 Fighting Blood
- 1922 The Storm
- 1922 Round Two (кратки филм)

### Занукови у документари филмови; телевизијски наступи
- 2013 Don't Say Yes Until I Finish Talking (документарни филм)
- 2013 Don't Say No Until I Finish Talking: The Story of Richard D. Zanuck (документарни филм)
- 2011 Hollywood Invasion (документарни филм)
- 2011 Making the Boys (документарни филм)
- 2010 Moguls & Movie Stars: A History of Hollywood (ТВ документарни филм)
  - Fade Out, Fade In
  - The Attack of the Small Screens: 1950–1960
- 2009 Coming Attractions: The History of the Movie Trailer (документарни филм)
- 2009 1939: Hollywood's Greatest Year (ТВ документарни филм)
- 2006 Darryl F. Zanuck: A Dream Fulfilled (ТВ документарни филм)
- 2005 Filmmakers vs. Tycoons (документарни филм)
- 2003 American Masters (ТВ документарни филм)
  - None Without Sin
- Backstory (ТВ документарни филм)
  - Gentleman's Agreement (2001)
  - The Longest Day (2000)
- History vs. Hollywood (ТВ документарни филм)
  - The Longest Day: A Salute to Courage (2001)
- 2001 Cleopatra: The Film That Changed Hollywood (ТВ документарни филм)
- Great Books (ТВ документарни филм)
  - The Grapes of Wrath (1999)
- Biography (ТВ документарни филм)
  - Anna and the King: The Real Story of Anna Leonowens (1999)
  - Sonja Henie: Fire on Ice (1997)
- 1997 20th Century-Fox: The First 50 Years (ТВ документарни филм)
- 1996 Rodgers & Hammerstein: The Sound of Movies (ТВ документарни филм)
- 1995 The First 100 Years: A Celebration of American Movies (ТВ документарни филм)
- 1995 Darryl F. Zanuck: 20th Century Filmmaker (ТВ документарни филм)
- 1995 The Casting Couch (Видео документарни филм)
- 1975 20th Century Fox Presents...A Tribute to Darryl F. Zanuck (ТВ документарни филм)
- The David Frost Show (ТВ)
  - Episode #3.211 (1971)
  - Episode #2.203 (1970)
- 1968 D-Day Revisited (документарни филм)
- What's My Line? (ТВ)
  - Episode September 16, 1962 – Мистериозни гост
  - Episode October 5, 1958 – Мистериозни гост
- Cinépanorama (ТВ документарни филм)
  - Episode 11 (јун 1960)
- Small World (ТВ серија)
  - Episode #1.22 (1959) ... Он сам
- The Ed Sullivan Show (ТВ серија)
  - Episode #11.39 (1958)
- 1954 The CinemaScope Parade
- 1953 Screen Snapshots: Hollywood's Great Entertainers (кратки филм)
- 1950 Screen Snapshots: The Great Showman (кратки филм)
- 1946 Hollywood Park (кратки филм)
- 1943 Show-Business at War (документарни филм)
- 1943 At the Front (документарни филм)
- 1943 At the Front in North Africa with the U.S. Army (документарни филм)